# Tabac d'Espagne
Argynnis paphia
Espèce
Statut de conservation UICN

 LC : Préoccupation mineure
Le Tabac d'Espagne (Argynnis paphia) est une espèce paléarctique de lépidoptères (papillons) de la famille des Nymphalidae et de la sous-famille des Heliconiinae.

## Description

### Papillon
L'imago du Tabac d'Espagne est un grand papillon dont la longueur de l'aile antérieure (LAA) varie entre 27 et 37 mm.
Le dessus des ailes a un fond fauve orangé orné d'un ensemble de lignes et taches brun-noir, notamment deux séries de taches rondes submarginales et postdiscales à chaque aile. 
Le dimorphisme sexuel se manifeste dans la couleur de fond, orangé vif chez le mâle et plus terne, voire verdâtre, chez la femelle, et par la présence de quatre larges stries androconiales sur les nervures 1 à 4 de l'aile antérieure des mâles.
Sur les femelles de la forme minoritaire valesina, récurrente dans la plupart des populations européennes, la couleur de fond n'est pas fauve mais grise à reflets verdâtres.
Le revers de l'aile antérieure est similaire au-dessus, mais sa zone apicale est verdâtre. 
Le revers de l'aile postérieure a un fond gris-vert avec des bandes transversales argentées. Chez la forme immaculata, présente en Corse et en Sardaigne, ces bandes sont plus réduites et font place à un lavis doré argenté,.

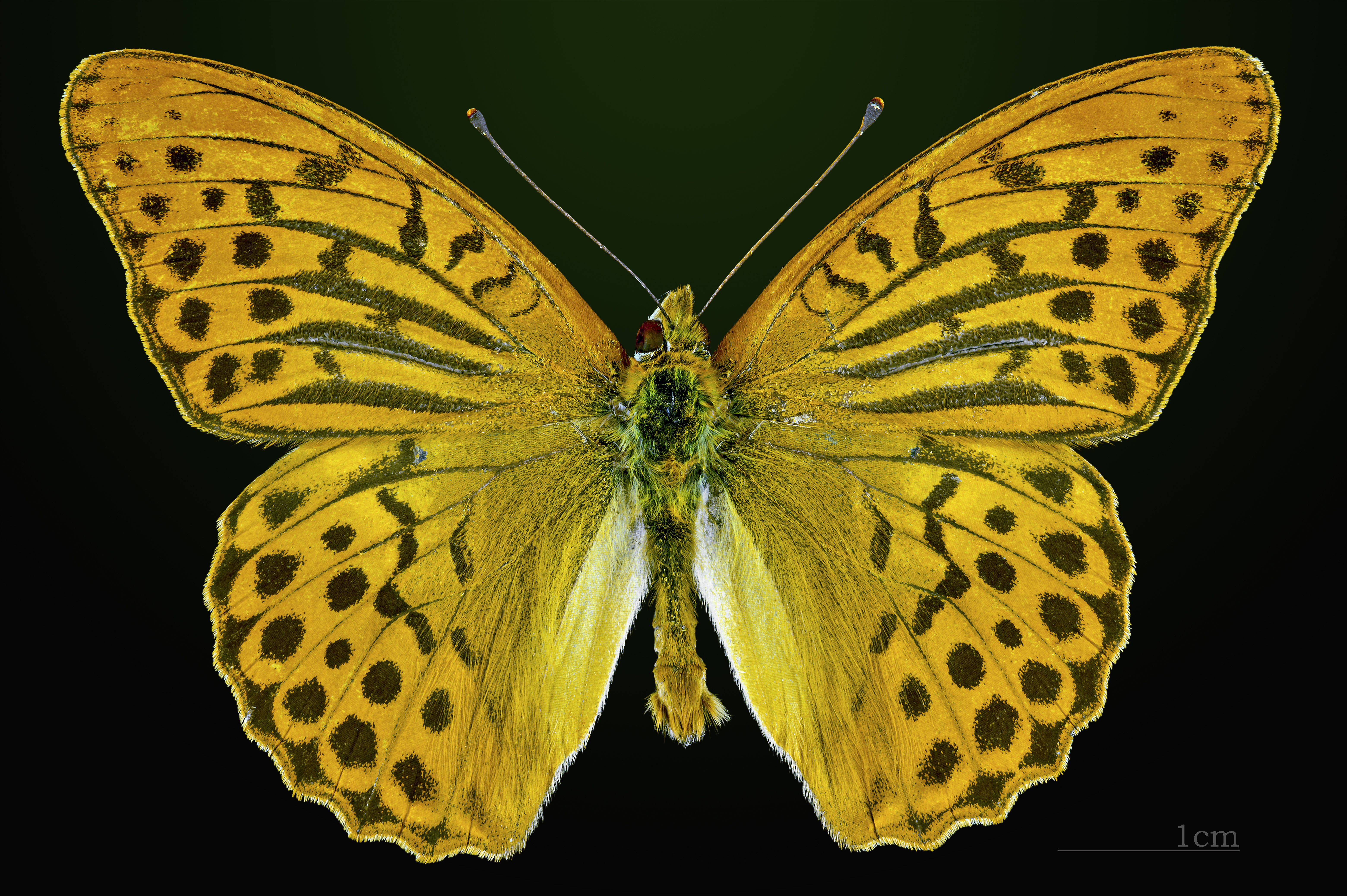
♂ face dorsale (coll. MHNT).
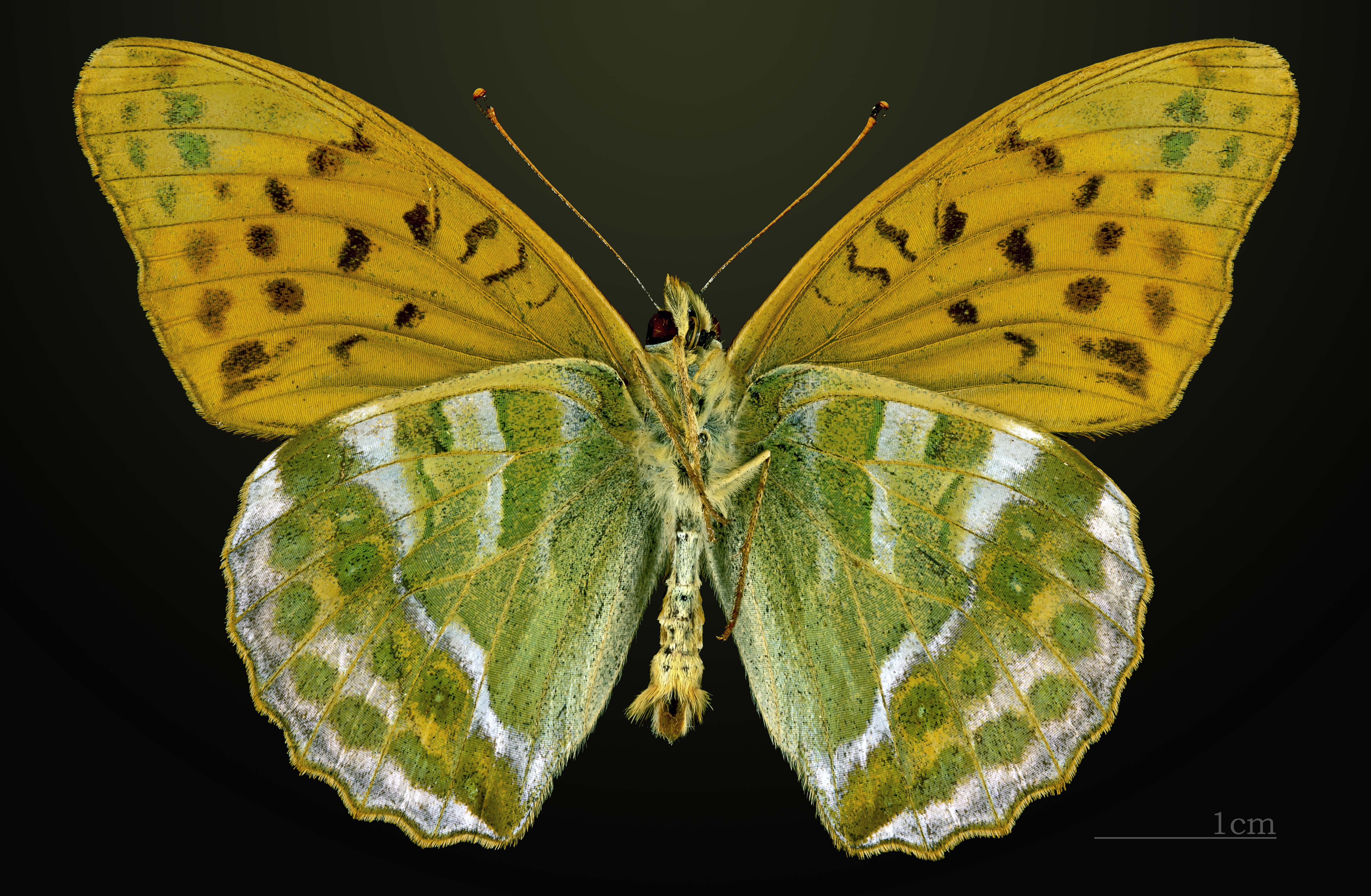
♂ face ventrale (coll. MHNT).
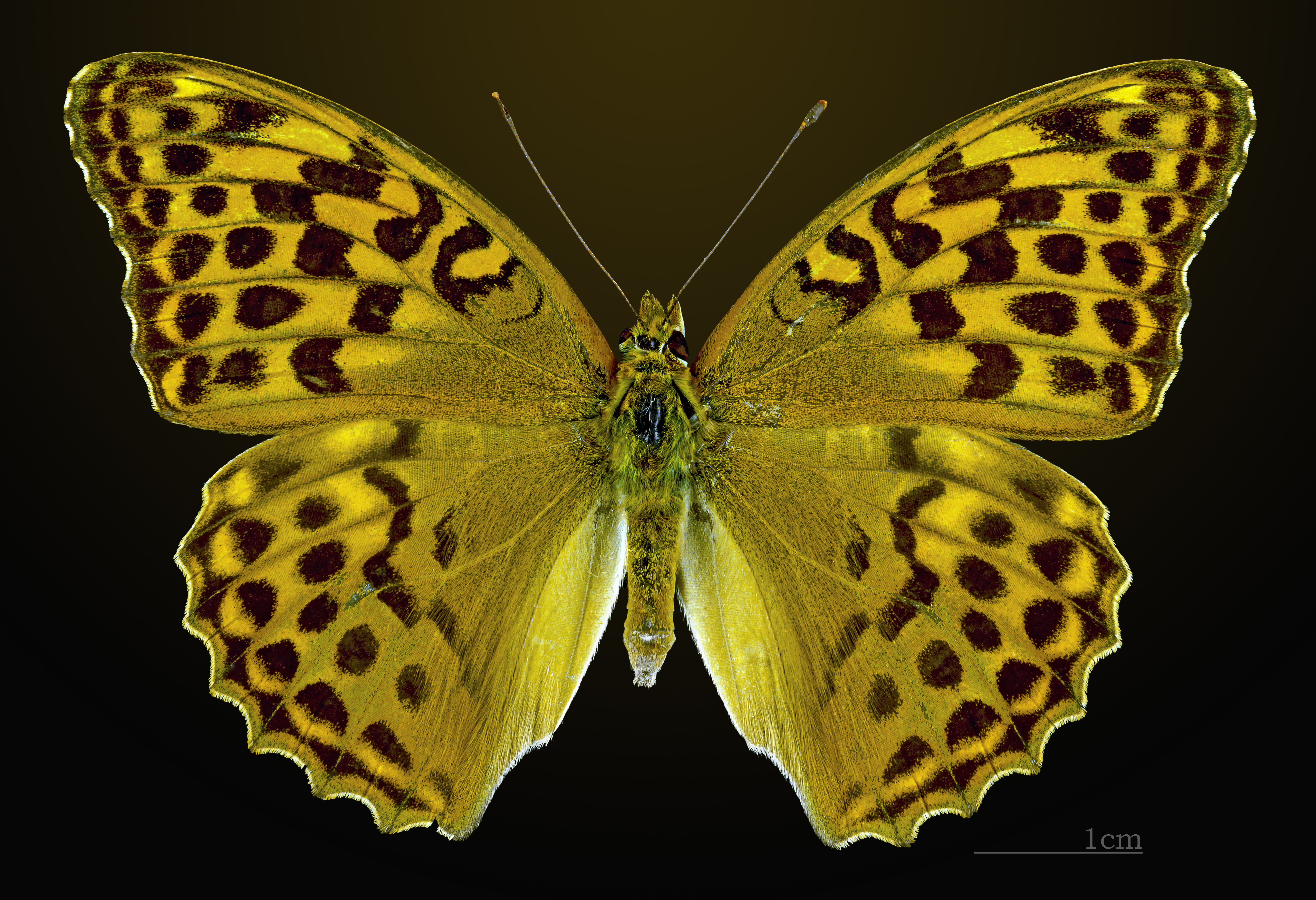
♀ f. nominale, face dorsale (coll. MHNT).
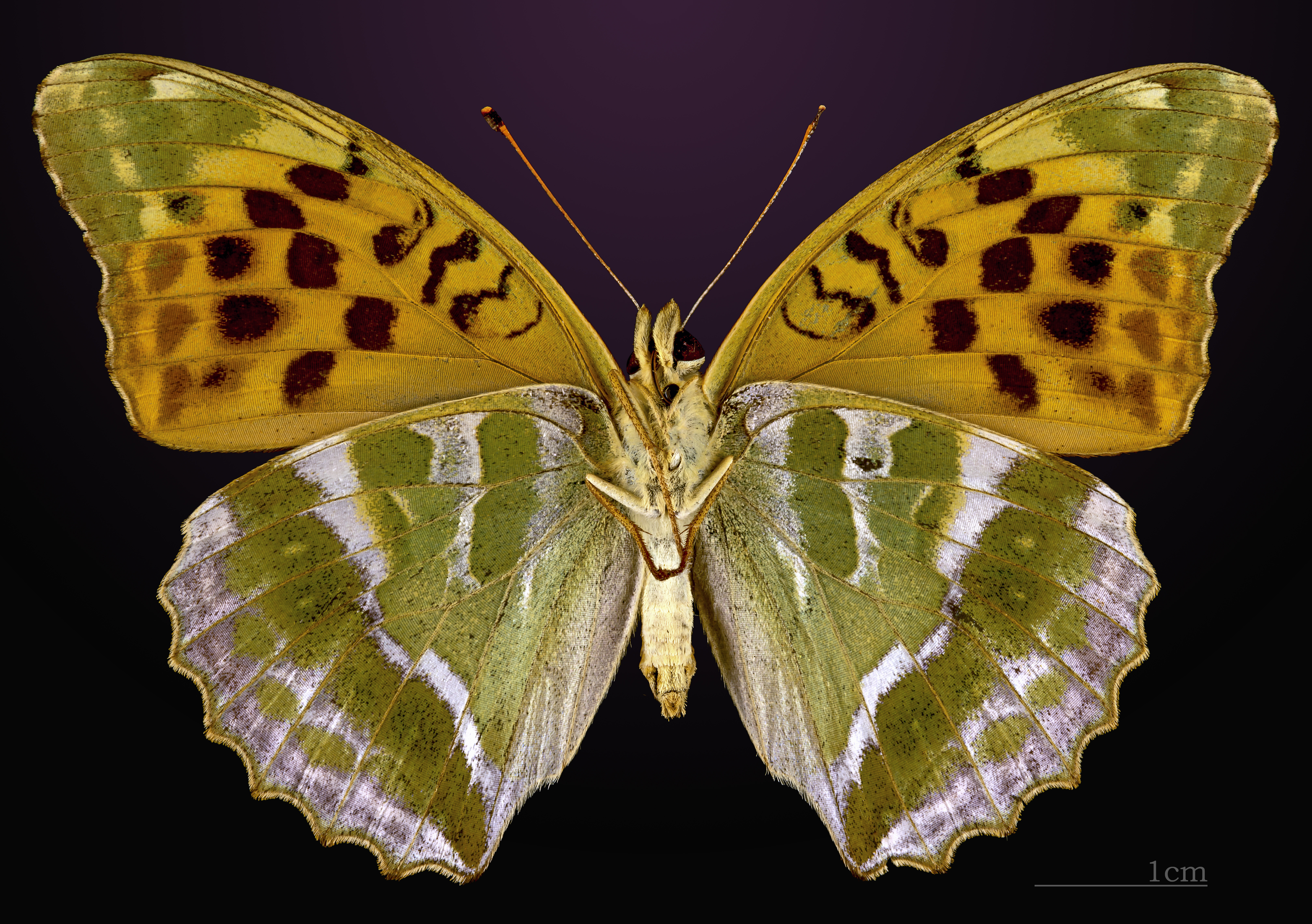
♀ f. nominale, face ventrale (coll. MHNT).

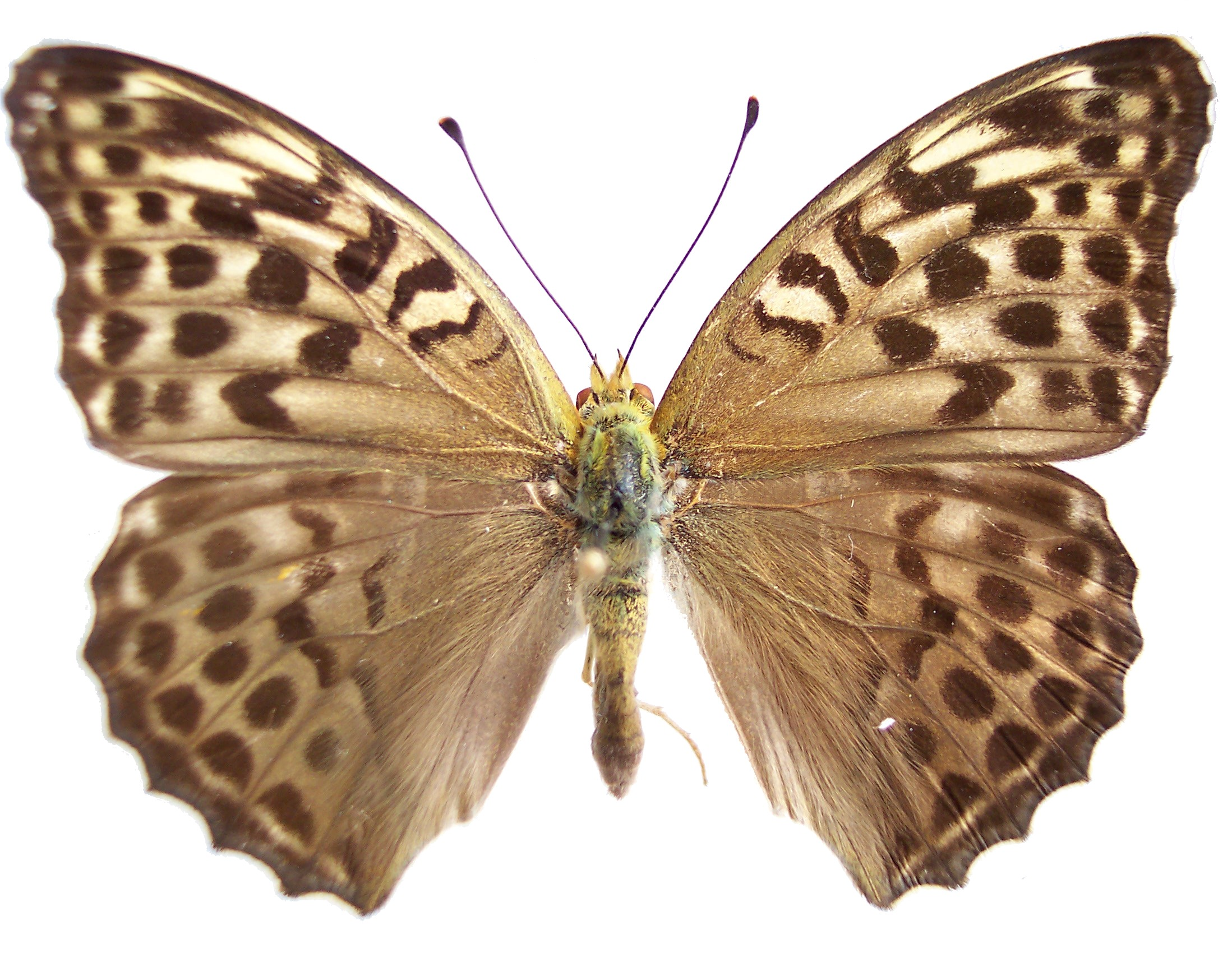
♀ f. valesina, face dorsale.
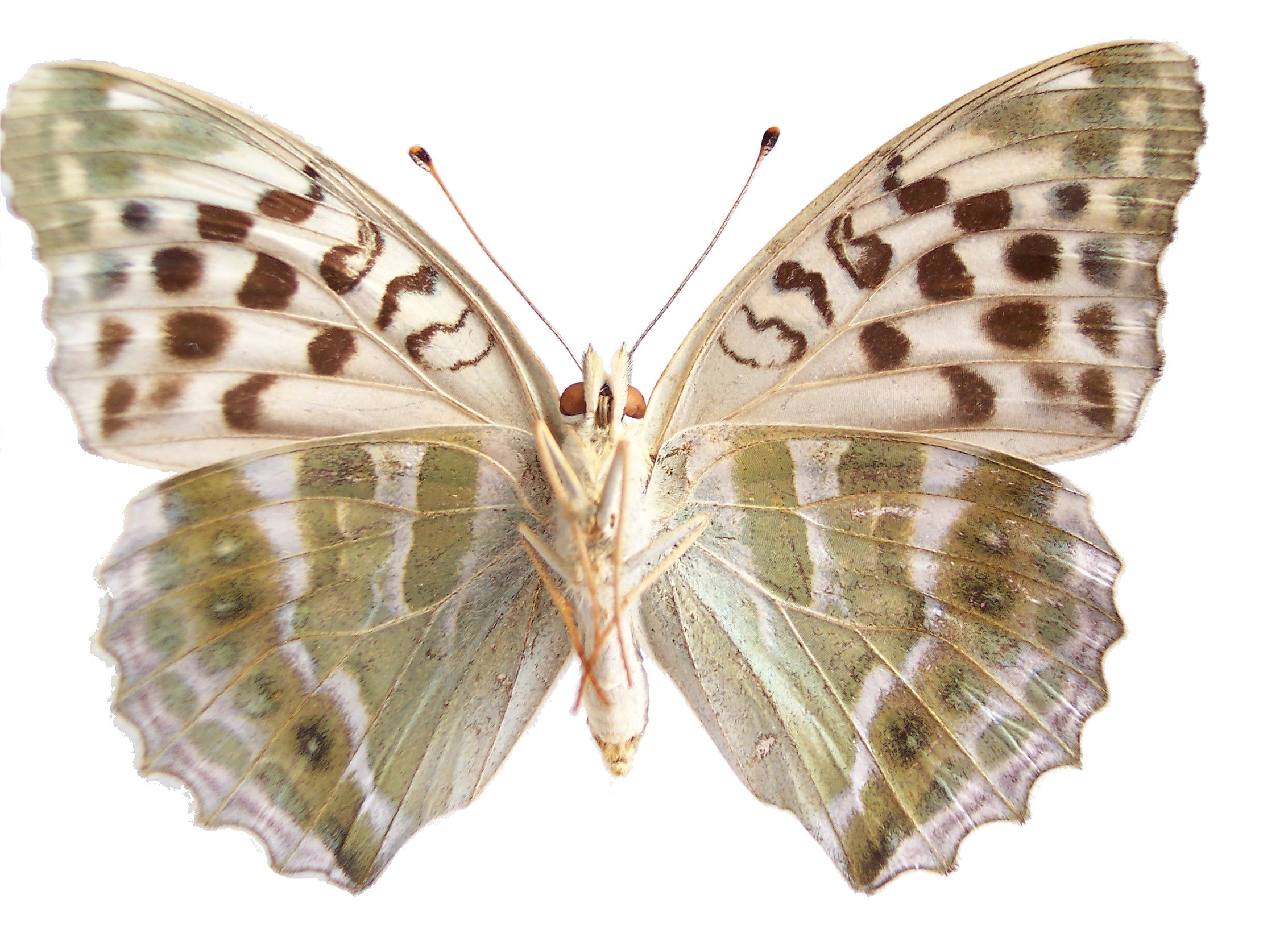
♀ f. valesina, face ventrale.
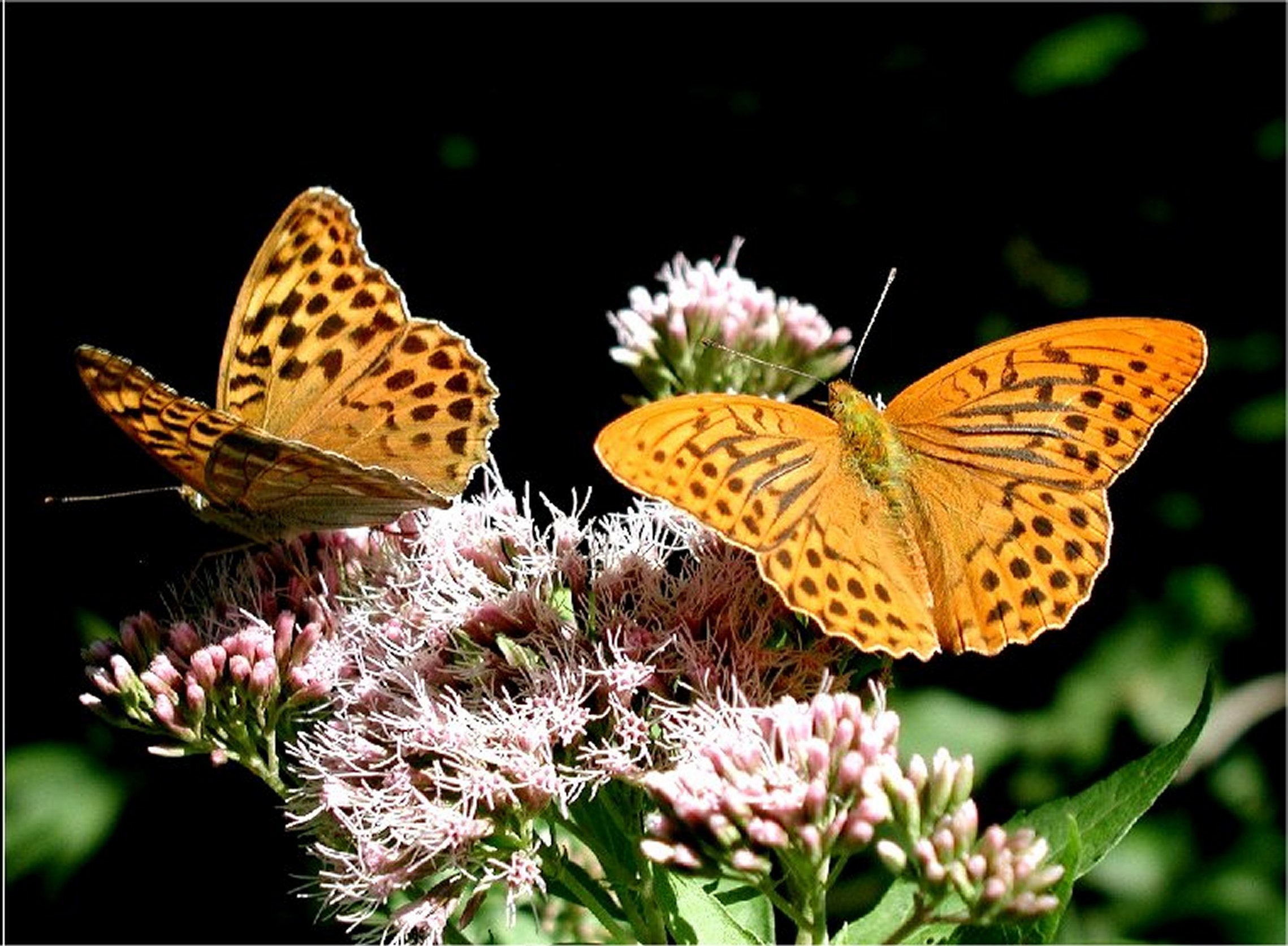
♀ à gauche et ♂ à droite, sur une inflorescence d'Eupatorium cannabinum.

#### Espèce ressemblante
Le Tabac d'Espagne est parfois confondu avec le Cardinal (Argynnis pandora), chez qui le dessus est plus terne avec des taches plus linéaires et le revers de l'aile antérieure est rose carmin.

### Chenille
La chenille a la tête noire, le dos brun avec deux bandes jaunâtres, et les flancs marron-roux ornés de traits et de taches brun foncé. Le prothorax porte deux scoli courbés vers l'arrière. 

### Chrysalide
La chrysalide est brune avec des points dorés.

## Biologie

### Plantes hôtes et ponte
Les plantes hôtes larvaires sont des violettes, notamment Viola reichenbachiana, Viola canina, Viola odorata et Viola riviniana.
Les femelles pondent leurs œufs isolément sur l'écorce d'arbres situés dans des lieux où les violettes poussent en abondance,.

### Phénologie
Le Tabac d'Espagne est univoltin : il vole en une génération entre fin mai et septembre suivant la localisation.
L'espèce hiverne à l'état de chenille néonate, dans les crevasses des écorces des arbres où les œufs ont été pondus. La chenille ne descend donc sur sa plante-hôte qu'au début du printemps.

## Distribution et habitats
Le Tabac d'Espagne a une répartition paléarctique, qui couvre l'Eurasie tempérée et l'Afrique du Nord (Est de l'Algérie). Largement répandu en Europe, y compris dans la plupart des îles méditerranéennes, il est absent dans le Nord de la Grande-Bretagne, de la Scandinavie et dans le Sud de la péninsule Ibérique. À l'est, il atteint la Sakhaline et le Japon.
Le Tabac d'Espagne est présent dans tous les départements de France métropolitaine,, où il est le plus commun des Argynnis.

### Biotope
Le Tabac d'Espagne est un papillon des clairières et allées forestières. Les imagos butinent fréquemment les ronces, les chardons et les eupatoires chanvrines (Eupatorium cannabinum). Il tire peut-être de ces dernières des « PAs », alcaloïdes de la pyrrolizidine utilisés dans la défense et la biologie sexuelle.[C'est-à-dire ?]

## Systématique
L'espèce Argynnis paphia a été décrite par le naturaliste suédois Carl von Linné en 1758, sous le nom initial de Papilio paphia.
Elle est l'espèce type pour le genre Argynnis Fabricius, 1807.

### Synonymes
- Papilio paphia Linnaeus, 1758 — protonyme
- Papilio valesina Esper, 1798[10]
- Argynnis immaculata Bellier, 1862[10]

### Sous-espèces
Selon FUNET Tree of Life (17 mai 2017):

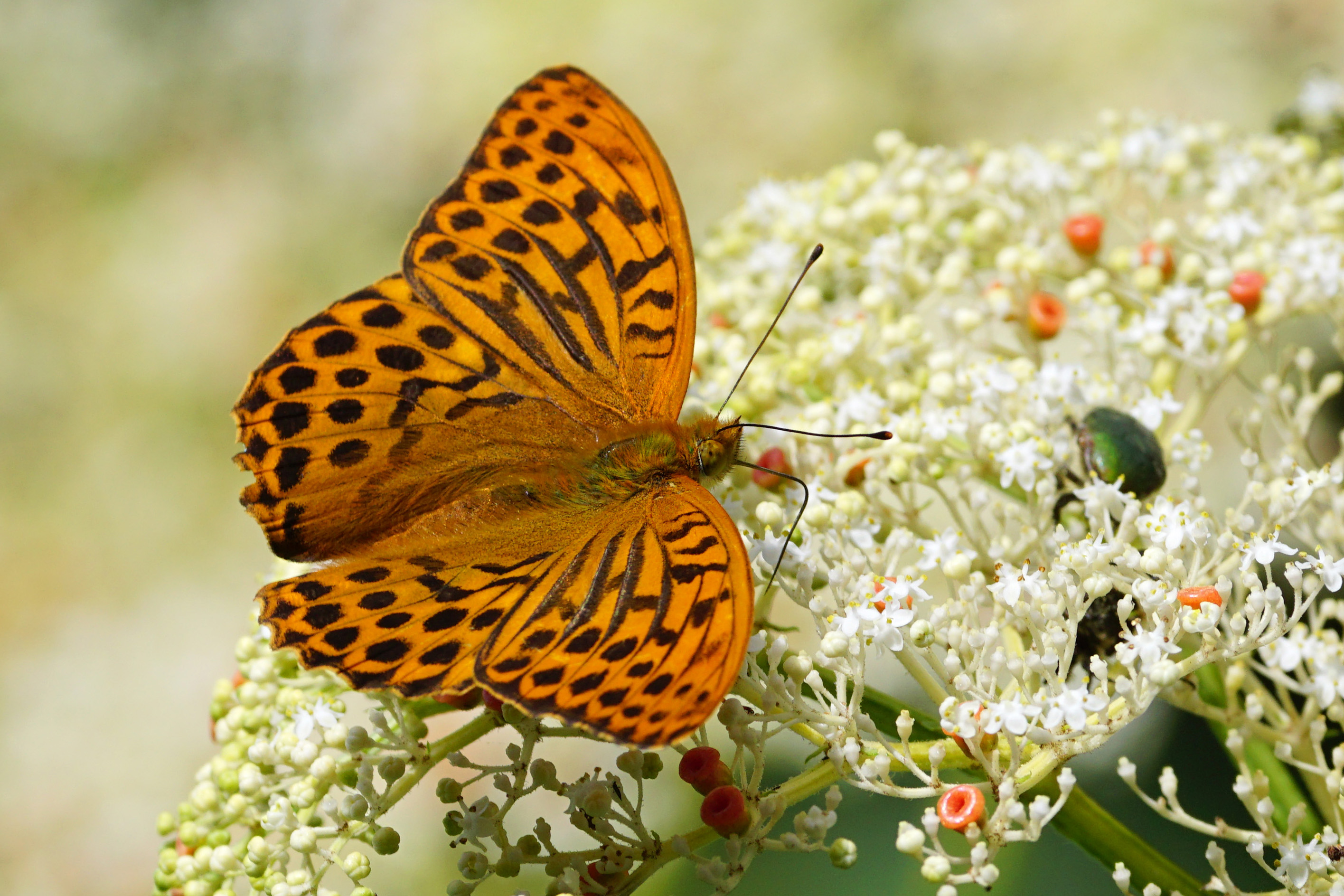
Argynnis paphia formosicola

- Argynnis paphia argyrophontes Oberthür, 1923 — dans le Sud-Ouest de la Chine.
- Argynnis paphia argyrorrhytes Seitz, [1909] — dans le Nord du Caucase.
- Argynnis paphia butleri Krulikovsky, 1909 — dans le Nord de l'Europe.
- Argynnis paphia delila Röber, 1896 — en Turquie.
- Argynnis paphia dives (Oberthür, 1908) — en Algérie.
- Argynnis paphia formosicola Matsumura, 1027 — à Taïwan.
- Argynnis paphia geisha Hemming, 1934 — au Japon.
- Argynnis paphia masandarensis Gross & Ebert, 1975 — en Iran.
- Argynnis paphia megalegoria Fruhstorfer, 1907 — en Chine.
- Argynnis paphia neopaphia Fruhstorfer, 1907 — dans la région de l'Amour.
- Argynnis paphia pusilla Wnukowsky, 1927 — dans le Nord-Ouest de la Sibérie.
- Argynnis paphia thalassata Fruhstorfer, 1909 — dans le Sud de l'Europe.
- Argynnis paphia tsushimana Fruhstorfer, 1906 — au Japon.
- Argynnis paphia virescens Nakahara, 1926 — aux Kouriles.
- Argynnis paphia immaculata Viel, 2024 — en Corse

## Noms vernaculaires
- en français : le Tabac d'Espagne, ou plus rarement le Nacré vert, la Barre argentée ou l'Empereur[12]
- en anglais : silver-washed fritillary
- en allemand : Kaisermantel ou Silberstrich
- en espagnol : Nacarada

## Le Tabac d'Espagne et l'Homme

### Protection
L'espèce est sur liste rouge en Europe et dans plusieurs régions comme en Provence Alpes Côte d’Azur ou en Franche Comté.

### Philatélie
Ce papillon apparaît sur un timbre du Luxembourg, sorti le 27 septembre 2005 (valeur faciale : 0,70 €), ainsi que sur un timbre du Togo émis en 1999 (valeur faciale : 200 f).